# Bologna Football Club 1955-1956
Questa voce raccoglie le informazioni riguardanti il Bologna Football Club nelle competizioni ufficiali della stagione 1955-1956.

## Stagione
Nella stagione 1955-1956 il Bologna ha disputato il campionato di Serie A, con 37 punti si è piazzato in quinta posizione, lo scudetto tricolore è stato vinto nettamente dalla Fiorentina, alla sua prima affermazione con 53 punti, al secondo posto il Milan con 41 punti, al terzo la coppia Inter e Lazio con 39. In Serie B sono retrocesse Novara e Pro Patria. Nel Bologna di Gipo Viani grande stagione da mettere in cornice per Gino Pivatelli che ha realizzato 29 reti vincendo la classifica dei marcatori del massimo campionato, davanti a Gunnar Nordahl del Milan con 23 reti. Buono anche l'apporto del diciannovenne Ezio Pascutti arrivato a Bologna dalla SAICI di Torviscosa, autore di 11 goal in 18 partite giocate, nella sua prima stagione ad alto livello.

## Divise
| Casa | Trasferta | Portiere |

## Rosa
| N. |                      | Ruolo | Calciatore                |
| -- | -------------------- | ----- | ------------------------- |
|    | Italia (bandiera)    | P     | Anselmo Giorcelli         |
|    | Italia (bandiera)    | D     | Fedele Greco              |
|    | Italia (bandiera)    | D     | Dino Ballacci             |
|    | Italia (bandiera)    | D     | Guglielmo Giovannini      |
|    | Italia (bandiera)    | D     | Battista Rota             |
|    | Italia (bandiera)    | D     | Gianfranco Dell'Innocenti |
|    | Italia (bandiera)    | D     | Bruno Capra               |
|    | Danimarca (bandiera) | C     | Ivan Jensen               |
|    | Francia (bandiera)   | C     | Antoine Bonifaci          |
|    | Danimarca (bandiera) | C     | Axel Pilmark              |
|    | Italia (bandiera)    | C     | Ludovico Tubaro           |

| N. |                   | Ruolo | Calciatore           |
| -- | ----------------- | ----- | -------------------- |
|    | Italia (bandiera) | C     | Gennaro Ricciardelli |
|    | Italia (bandiera) | A     | Francesco Randon     |
|    | Italia (bandiera) | A     | Gino Pivatelli       |
|    | Italia (bandiera) | A     | Ugo Pozzan           |
|    | Italia (bandiera) | A     | Ezio Pascutti        |
|    | Italia (bandiera) | A     | Cesarino Cervellati  |
|    | Italia (bandiera) | A     | Domenico La Forgia   |
|    | Italia (bandiera) | A     | Giorgio Valentinuzzi |
|    | Italia (bandiera) | A     | Gino Cappello        |
|    | Italia (bandiera) | A     | Giulio Bonafin       |

## Risultati

### Serie A

#### Girone di andata
| Arbitro: | Pieri (Bologna) |

|                                      |           |                   |
| Pivatelli 55’, 3’, 72’ La Forgia 86’ | Marcatori | 81’ (rig.) Frizzi |

| Arbitro: | Jonni (Macerata) |

|                |           |  |
| Antoniotti 32’ | Marcatori |  |

| Arbitro: | Coppa (Como) |

|                                           |           |                          |
| Bonafin 74’ Cappello 79’ Valentinuzzi 81’ | Marcatori | 25’ Piccioni 89’ Savioni |

| Arbitro: | Pieri (Bologna) |

|                              |           |                                   |
| Podestà 50’ Toros 65’ (rig.) | Marcatori | 14’ La Forgia 74’ (rig.) Ballacci |

| Arbitro: | Marchetti (Milano) |

|  |           |                                |
|  | Marcatori | 84’ Virgili 86’ (rig.) Cervato |

| Arbitro: | Liverani (Torino) |

|                       |           |            |
| Macor 47’ Lofgren 77’ | Marcatori | 20’ Randon |

| Arbitro: | Griggi (Brescia) |

|  |           |                      |
|  | Marcatori | 31’ Fuin 76’ Bettini |

| Arbitro: | Maurelli (Roma) |

|                             |           |                                |
| Vinício 50’, 70’ Vitali 52’ | Marcatori | 75’, 90’ Pivatelli 89’ Bonafin |

| Arbitro: | Piemonte (Monfalcone) |

|                           |           |                                |
| Pivatelli 7’ Cappello 85’ | Marcatori | 6’, 23’ Fraschini 80’ Skoglund |

| Arbitro: | Orlandini (Roma) |

|             |           |  |
| Longoni 68’ | Marcatori |  |

| Arbitro: | Corallo (Lecce) |

|                                      |           |                   |
| Bonafin 40’ Pivatelli 47’ Pozzan 49’ | Marcatori | 44’ (rig.) Dorigo |

| Arbitro: | Corallo (Lecce) |

|                                         |           |               |
| Chiumento 40’ Bonistalli 68’ Parodi 84’ | Marcatori | 31’ Pivatelli |

| Arbitro: | Marchetti (Milano) |

|                        |           |                                          |
| Boscolo 82’ Murolo 89’ | Marcatori | 13’ Pozzan 25’ Valentinuzzi 33’ Pascutti |

| Arbitro: | Pieri (Trieste) |

|                                                              |           |                         |
| Valentinuzzi 42’, 85’ Pivatelli 64’, 65’ (rig.) Pascutti 84’ | Marcatori | 45’ Martini 72’ Firmani |

| Arbitro: | Lo Bello (Siracusa) |

|                           |           |  |
| Giuliano 28’ Da Costa 80’ | Marcatori |  |

| Arbitro: | Marchese (Napoli) |

|                              |           |  |
| Dal Monte 26’, 57’ Valli 81’ | Marcatori |  |

| Arbitro: | Perego (Milano) |

|  |           |            |
|  | Marcatori | 49’ Caroli |

#### Girone di ritorno
| Arbitro: | Marchetti (Milano) |

|                |           |               |
| Corso 54’, 72’ | Marcatori | 16’ Pivatelli |

| Arbitro: | Orlandini (Roma) |

|                                                      |           |           |
| Pivatelli 13’, 30’, 87’ Pascutti 47’, 61’ Pozzan 77’ | Marcatori | 81’ Bacci |

| Arbitro: | Jonni (Macerata) |

|                          |           |  |
| Bronée 82’ Formentin 88’ | Marcatori |  |

| Arbitro: | Marangio (Roma) |

|                                                      |           |             |
| Randon 10’, 33’ Pascutti 21’, 34’ Pivatelli 37’, 62’ | Marcatori | 60’ La Rosa |

| Firenze 11 marzo 1956 22ª giornata | Fiorentina       | 0 – 0 | Bologna | Stadio Comunale\| Arbitro: \| Jonni (Macerata) \| |
| Arbitro:                           | Jonni (Macerata) |       |         |                                                   |

| Arbitro: | Lo Bello (Siracusa) |

|                    |           |                         |
| Pivatelli 75’, 82’ | Marcatori | 6’ Di Giacomo 15’ Macor |

| Arbitro: | Jonni (Macerata) |

|                             |           |                            |
| Muccinelli 8’ Selmosson 34’ | Marcatori | 30’ Pascutti 57’ Pivatelli |

| Arbitro: | Jonni (Macerata) |

|                               |           |            |
| Pivatelli 17’, 66’ Pozzan 36’ | Marcatori | 80’ Vitali |

| Arbitro: | Liverani (Torino) |

|  |           |                                        |
|  | Marcatori | 51’ Cervellati 72’ Randon 75’ Pascutti |

| Arbitro: | Steiner |

|              |           |  |
| Pascutti 75’ | Marcatori |  |

| Arbitro: | Campanati (Milano) |

|               |           |                                 |
| Brighenti 81’ | Marcatori | 5’, 50’ Cervellati 39’ Pvatelli |

| Arbitro: | Grillo (Napoli) |

|                                |           |                |
| Pascutti 9’, 16’ Pivatelli 33’ | Marcatori | 38’ Stivanello |

| Arbitro: | Moriconi (Roma) |

|               |           |           |
| Pivatelli 84’ | Marcatori | 11’ Motta |

| Arbitro: | Rigato (Mestre) |

|                             |           |                                                    |
| Tortul 66’ (rig.) Conti 87’ | Marcatori | 3’, 48’, 62’ Pivatelli 74’ Bonifaci 79’ Cervellati |

| Arbitro: | Jonni (Macerata) |

|               |           |  |
| Pivatelli 75’ | Marcatori |  |

| Arbitro: | Friedl |

|                           |           |                |
| Pozzan 40’ Cervellati 52’ | Marcatori | 74’ Schiaffino |

| Arbitro: | Marchetti (Milano) |

|                      |           |                                 |
| Colella 9’ Emoli 50’ | Marcatori | 39’ (rig.) Pivatelli 70’ Pozzan |

## Statistiche

### Statistiche di squadra
| Competizione | Punti | In casa | In casa | In casa | In casa | In casa | In casa | In trasferta | In trasferta | In trasferta | In trasferta | In trasferta | In trasferta | Totale | Totale | Totale | Totale | Totale | Totale | DR  |
| Competizione | Punti | G       | V       | N       | P       | Gf      | Gs      | G            | V            | N            | P            | Gf           | Gs           | G      | V      | N      | P      | Gf     | Gs     | DR  |
| ------------ | ----- | ------- | ------- | ------- | ------- | ------- | ------- | ------------ | ------------ | ------------ | ------------ | ------------ | ------------ | ------ | ------ | ------ | ------ | ------ | ------ | --- |
| Serie A      | 37    | 17      | 11      | 2       | 4       | 42      | 22      | 17           | 4            | 5            | 8            | 26           | 30           | 34     | 15     | 7      | 12     | 68     | 52     | +16 |

### Statistiche dei giocatori
| Giocatore         | Serie A  | Serie A |
| Giocatore         | Presenze | Reti    |
| ----------------- | -------- | ------- |
| D. Ballacci       | 32       | 1       |
| G. Bonafin        | 11       | 3       |
| A. Bonifaci       | 22       | 1       |
| G. Cappello (IV)  | 11       | 2       |
| B. Capra          | 3        | 0       |
| C. Cervellati     | 16       | 5       |
| G. Dell'Innocenti | 11       | 0       |
| A. Giorcelli      | 34       | -52     |
| G. Giovannini     | 14       | 0       |
| F. Greco          | 34       | 0       |
| I. Jensen         | 10       | 0       |
| D. La Forgia      | 14       | 2       |
| E. Pascutti       | 18       | 11      |
| A. Pilmark        | 32       | 0       |
| G. Pivatelli      | 30       | 29      |
| U. Pozzan         | 26       | 6       |
| F. Randon         | 31       | 4       |
| G. Ricciardelli   | 1        | 0       |
| B. Rota           | 11       | 0       |
| L. Tubaro         | 2        | 0       |
| G. Valentinuzzi   | 11       | 4       |